# Sassi et parc des églises rupestres de Matera
Les Sassi et le parc des églises rupestres de Matera constituent un site entré au patrimoine mondial de l'UNESCO en 1993. Situé à Matera, en Basilicate, c'est un exemple exceptionnel d'habitat troglodytique occupé depuis le paléolithique jusqu'à nos jours.

## Description
L'agglomération de Matera s'est développée à partir du Moyen Âge sur le flanc ouest d'un profond ravin creusé par la Gravina. Les sassi (littéralement : les pierres, les roches) de Matera désignent deux ensembles séparés par un promontoire rocheux au cœur de la vieille ville : le Sasso Barisano, au nord, et le Sasso Caveoso, au sud.
Les maisons en sassi ne comprennent souvent qu'une façade maçonnée, percée d'une porte surmontée d'une petite fenêtre, qui vient fermer un espace creusé dans la roche. Surtout présentes dans le Sasso Caveoso, elles sont dites casa grotta ou casa tamponata. Mais certaines, dites casa lamione, sont augmentées d'extensions plus importantes surmontées d'un toit, qui forme parfois une terrasse ou peut servir de passage pour circuler dans la ville. Groupées autour d'une cour commune, plusieurs habitations partageaient un certain nombre d'installations, notamment une citerne, elle aussi creusée dans la roche, approvisionnée par l'eau de pluie recueillie sur le plateau. D'autres bâtiments, en particulier dans le Sasso Barisano, atteignent la dimension de palais Renaissance de deux ou trois étages prolongés de cavités plus ou moins étendues dans les flancs du ravin, pièces à vivre mais surtout caves et citernes.
Cet habitat troglodyte creusé dans le tuf s'étage sur plusieurs niveaux, parfois une dizaine. L'ensemble, qui comptait environ 18 000 habitants au début des années 1950, forme ainsi un système urbain complexe, parcouru d'escaliers et de ruelles étroites, où les constructions se superposent aux cavités naturelles et artificielles aménagées.
Le parc, qui s'étend au-delà des Sassi proprement dits sur les deux flancs du ravin de la Gravina, comprend environ 150 églises rupestres creusées par les communautés monastiques qui s'y sont succédé, pour l'essentiel entre le VIIIe siècle et le XIVe siècle. Certaines sont décorées de fresques.
Le parc renferme aussi de nombreux sites archéologiques remontant au Paléolithique, comme la Grotta dei Pipistrelli (Grotte des Chauves-Souris), et au Néolithique, comme les sites de Serra d’Alto, de Murgecchia, de Murgia Timone et de Trasanello.

## Histoire
Peu d'écrits antérieurs au XVIe siècle permettent de retracer l'histoire du site. Les fouilles archéologiques, les traces laissées dans le tuf, et, plus largement, les pratiques locales, qu'il s'agisse de langage ou de religion, permettent toutefois de cerner les nombreuses influences qui ont contribué à façonner le tissu urbain. Elles comptent notamment :
- des peuples du Paléolithique, du Néolithique, de l'Énéolithique, de l'âge du bronze et de l'âge du fer ;
- des tribus indigènes, en particulier Messapiens, Œnotriens, Peucètes et Italiotes ;
- des envahisseurs, tels que les Grecs, les Romains, les Goths, les Lombards, les Sarrasins, les Normands, les Souabes, les Angevins, les Aragonais, les Français de Napoléon, les Autrichiens et les Bourbons ;
- des groupes religieux, des églises byzantines et latines ;
- des immigrants, Arméniens (église Sainte-Marie), Arabes, Juifs et Slaves.

## Galerie

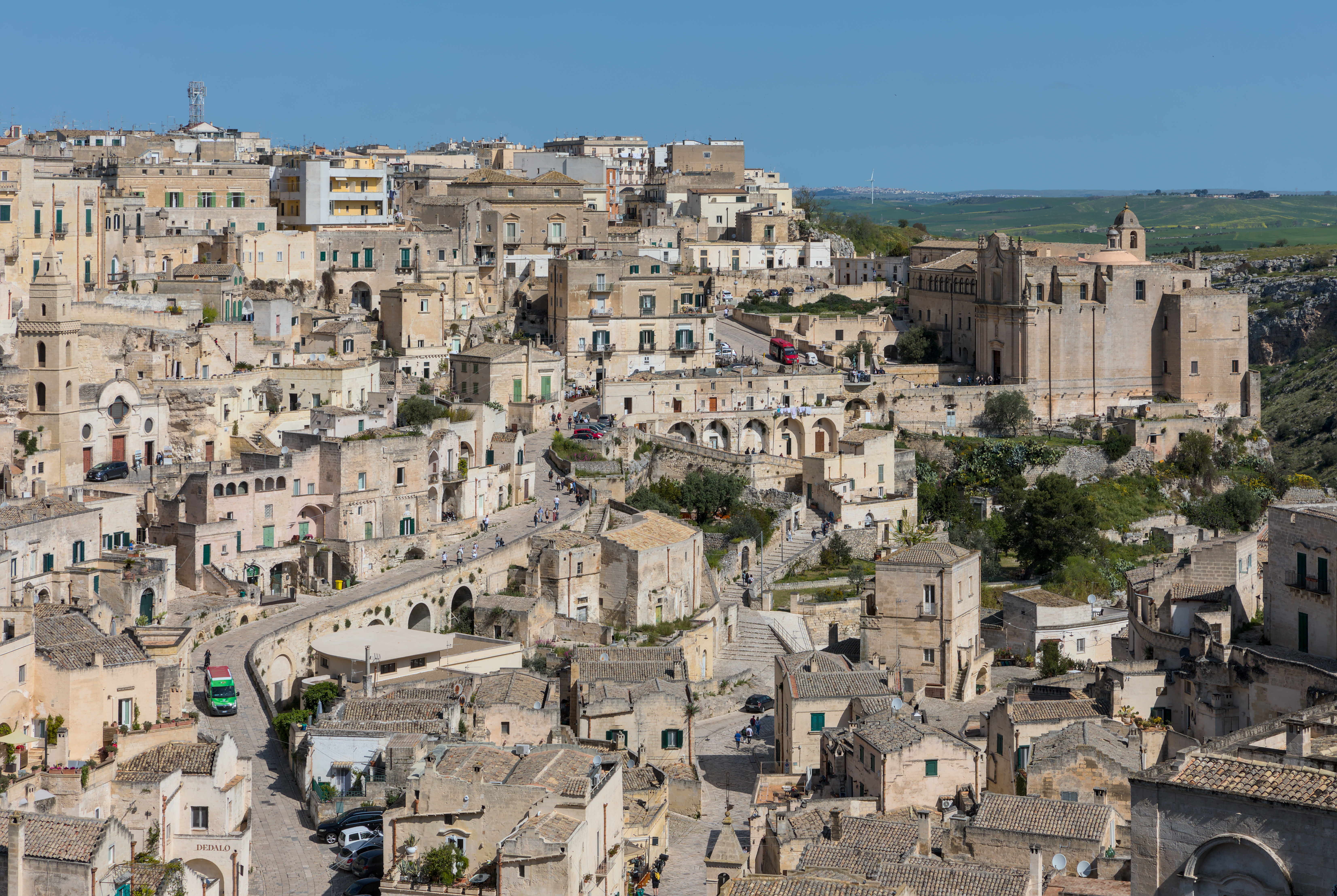
Sasso Barisano.
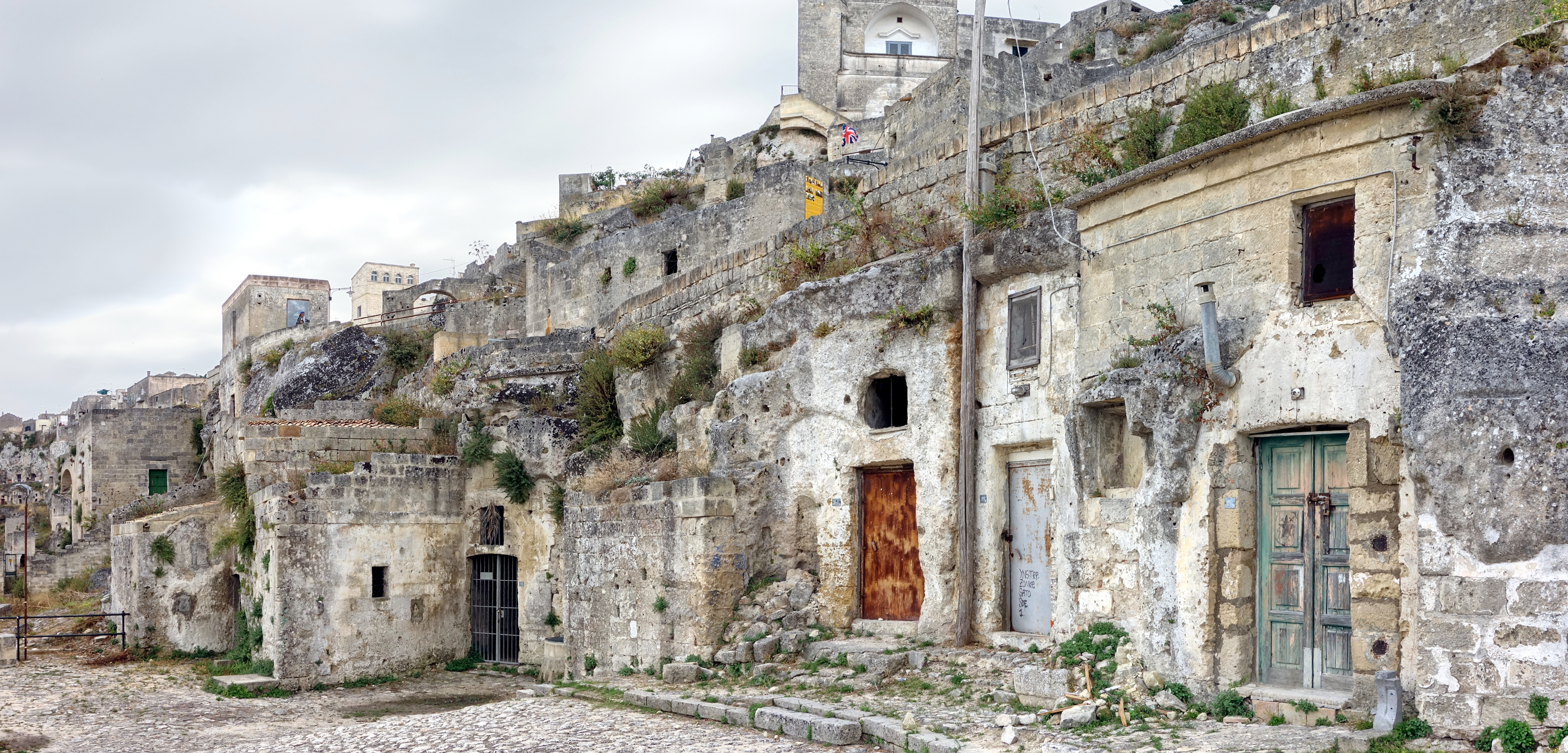
Maisons du Sasso Caveoso.
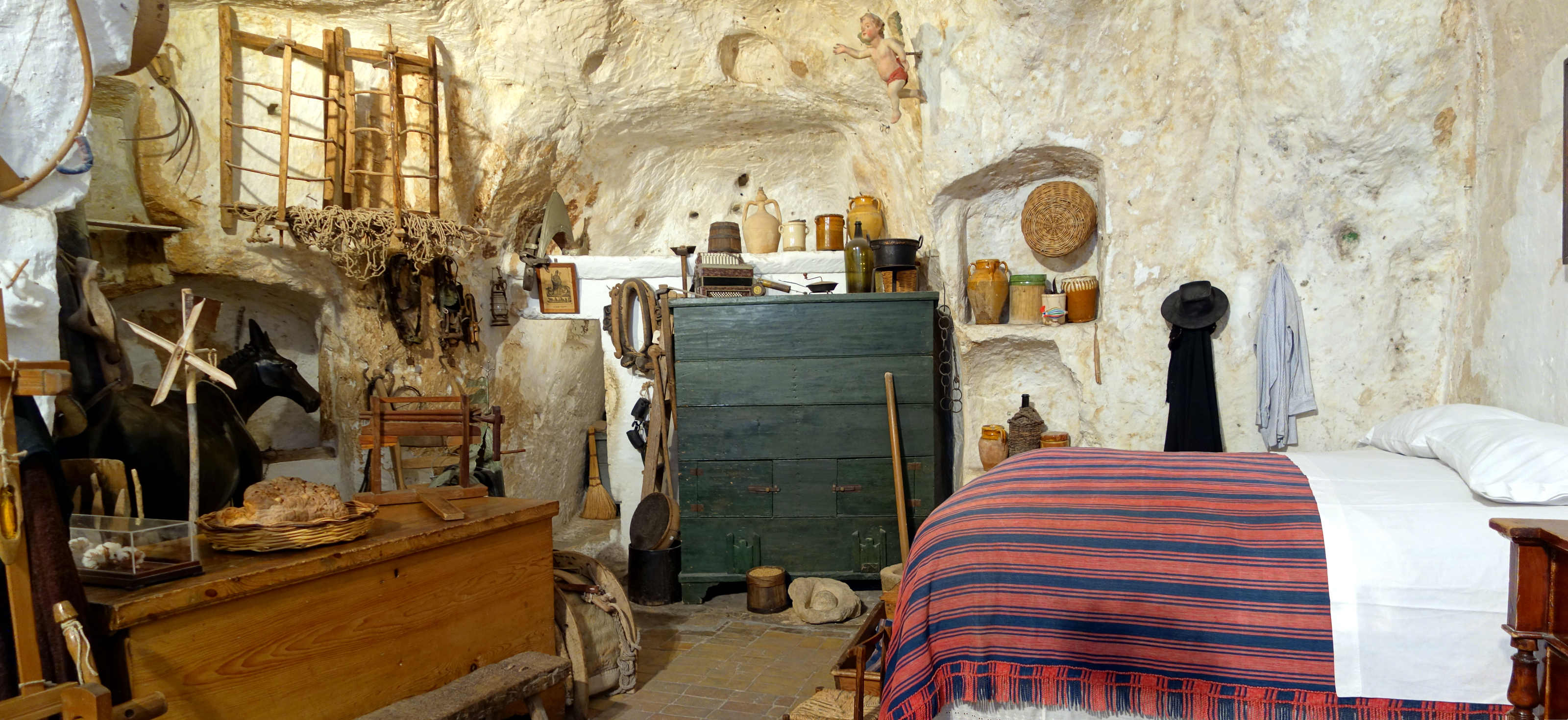
Intérieur d'une maison troglodyte.
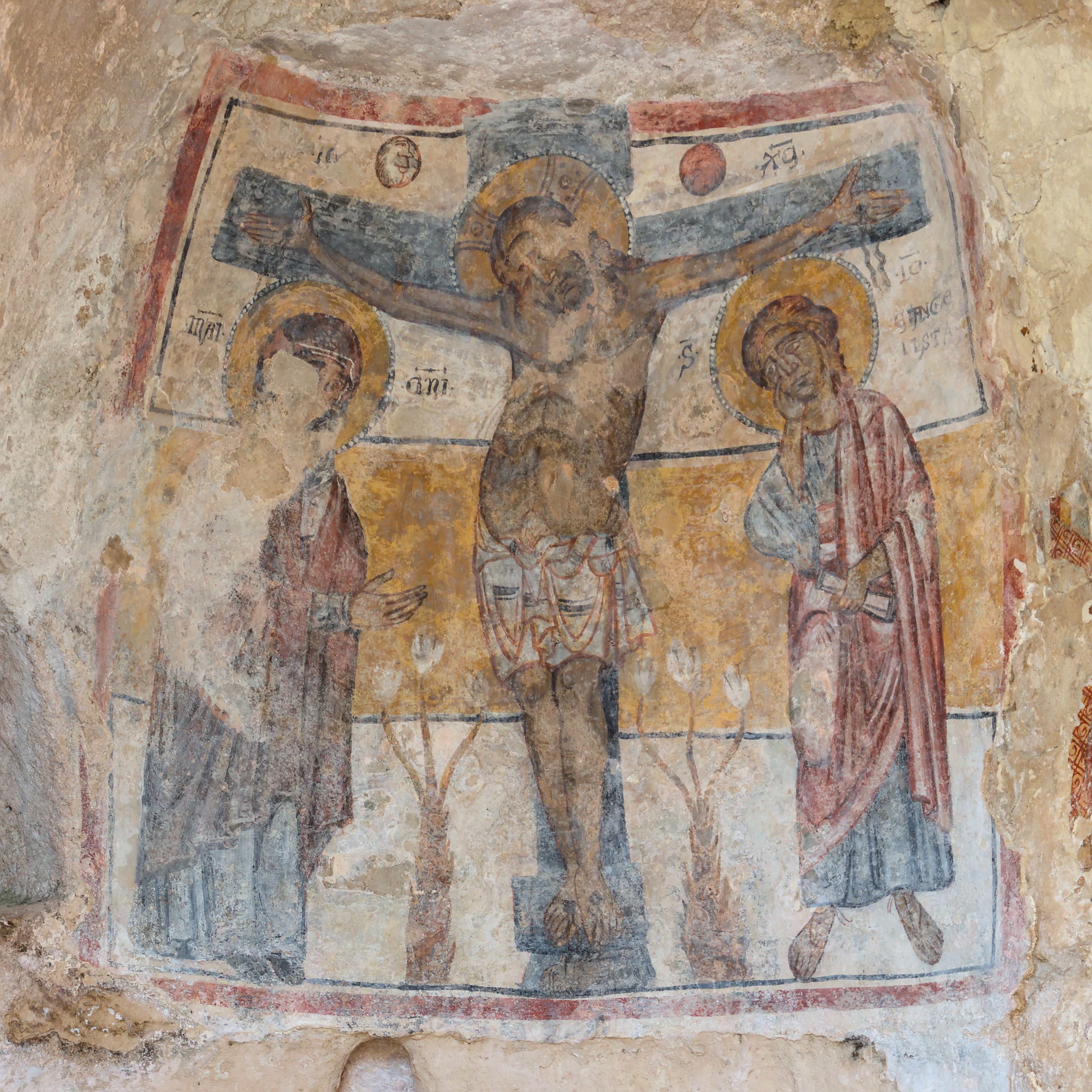
Fresque de la Crucifixion, dans les ruines de l'église troglodytique San Nicola dei Greci.
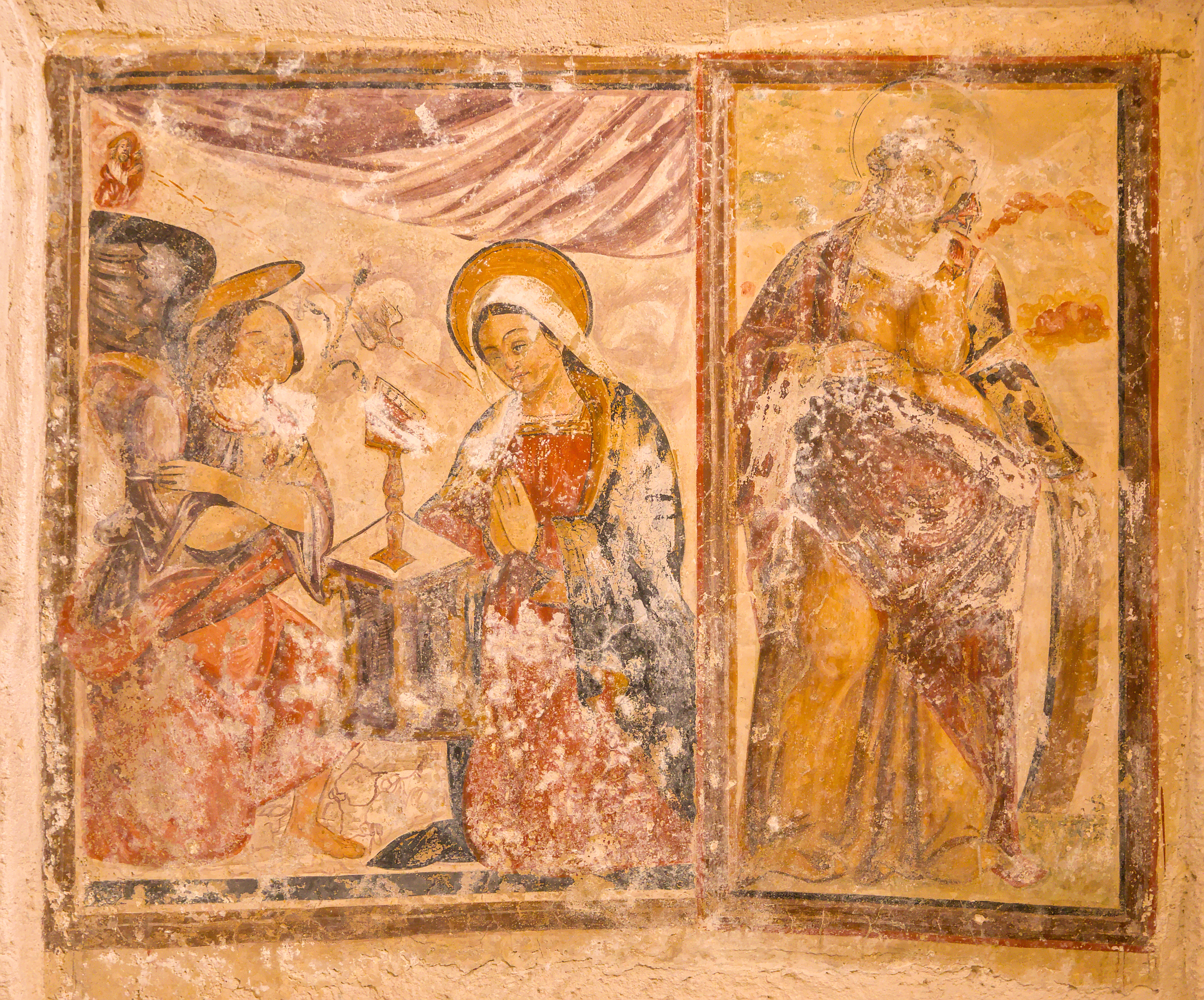
Fresques de l'Annonciation et de sainte Catherine d'Alexandrie, dans l'église rupestre de San Pietro Barisano.